# Talassaari (ö i Södra Savolax, Pieksämäki, lat 62,43, long 27,56)
Talassaari är en ö i Finland. Den ligger i sjön Sorsavesi och i kommunen Pieksämäki i den ekonomiska regionen  Pieksämäki ekonomiska region  och landskapet Södra Savolax, i den centrala delen av landet, 280 km nordost om huvudstaden Helsingfors. Öns area är 3,2 hektar och dess största längd är 370 meter i sydöst-nordvästlig riktning.